# Cléo de Mérode
Cléopâtre-Diane de Mérode (París, 27 de setembre de 1875 - 17 d'octubre de 1966). Fou una ballarina francesa coneguda com a Cléo de Mérode.
Formada a l'escola de ball de l'Òpera de París, aquesta jove noble emprèn una carrera independent internacional a partir de 1898 i balla fins a la Primera Guerra Mundial. Destacà a l'exposition universelle de París  en 1900 en els «balls cambodjans» i continuarà en escena fins a 1934.
La seva bellesa delicada, fora dels canons del «1900», va ser llegendària, així com els homenatges que va rebre d'alguns cèlebres pretendents, particularment el rei Leopold II de Bèlgica, aventures que relatà a les seves memòries, El Ballet de la meva vida.
Va posar per a l'escultor Alexandre Falguière, per als pintors Degas, Boldini i Henri de Toulouse-Lautrec. El pintor valencià Manuel Benedito li va fer el 1910 un retrat magnífic a París (Madrid, Colección Grupo Santander) i n'hauria estat amant ocasional. La seva imatge captada pels fotògrafs Paul Nadar, fill i successor de Félix Nadar, i Léopold Reutlinger, va estar difosa a escala mundial.
Morta a París, al seu domicili del carrer de Tehéran, va ser inhumada al cementiri del Père-Lachaise.